# Adam Hicks
Adam Paul Nielson Hicks (Las Vegas, 28 november 1992) is een Amerikaans acteur, rapper, zanger en songwriter. Hicks speelde zijn eerste hoofdrol in de Amerikaanse film How to Eat Fried Worms. Bij het grote publiek verwierf hij echter bekendheid als Luther in de televisieserie Zeke & Luther en als Wendell "Wen" Gifford in de muziekfilm Lemonade Mouth. Daarnaast had Hicks een terugkerende rol in het tweede seizoen van Jonas L.A. als Dennis Zimmer. Sinds 2013 speelt hij koning Boz in de televisiesitcom Pair of Kings, die te zien is op Disney XD.
- Bibliothèque nationale de France: cb166318630 (data)
- Gemeinsame Normdatei: 1013320247
- International Standard Name Identifier: 0000 0003 8256 9577
- Library of Congress Control Number: n2008001462
- MusicBrainz: 75a84444-1a91-44df-bc34-e41bd3da56ac
- Nationale Bibliotheek van Tsjechië: osd2013775065
- Virtual International Authority File: 264630394
- WorldCat: E39PBJfRD3xgmJhw7CQrydcpT3